# フェラーリ・512BB
512BB(Ferrari 512 BB)は、イタリアの自動車メーカー、フェラーリが1976年から1984年まで生産・販売したスーパーカーである。
本項ではマイナーチェンジ版の512BBiについても記述する。

## 概要
フェラーリではかねてからランボルギーニ・カウンタックと「公道世界最速」の称号を競い合ってきたが、排出ガス規制が厳しくなるにつれてこの種の車両には深刻な問題となっていた。512BBはその対策として365GT4BBの排気量を約600ccアップしたマイナーチェンジ版にあたる。それまでフェラーリは慣例的に「1気筒あたりの排気量」をモデル名としていたが、本車のネーミングは排気量5リッターの12気筒エンジンを搭載していることを意味している。BBはベルリネッタ・ボクサー（Berlinetta Boxer ）の略で、「2ドアクーペ」「ボクサー型エンジン」を意味するが、実際にはエンジンは180度V型である。
1976年の生産開始後、1981年には燃料供給をインジェクションに変更した512BBiにマイナーチェンジされ、1984年まで生産された。総生産台数は512BBが929台、512BBiが1,007台。
デビュー当時は日本におけるスーパーカーブームの絶頂期であり、カウンタックと並んで高い人気を誇っていた。

### エンジン
ドライサンプ式の180度V型12気筒DOHCエンジンを縦置きミッドシップで搭載する。内径φ82mm×行程78mmで排気量4,942cc、圧縮比9.2で、4基のトリプルチョーク・ウェーバーキャブレターが組み合わせられる。排気量をアップすることで低回転域での扱いやすさを重視しており、公称最高出力は365GT4BBの380hp/7,200rpmから360hp/6,800pmへとダウンした。公称最高速度は302km/hで変更ない。
512BBiでは燃料供給がボッシュKジェトロニックインジェクションに変更され、規制への対応で有利になるとともにエンジン始動性等の点で扱いやすくなった。トルクは46.0kgm/4,200rpmを発揮していたが、最高出力は公称340hp/6,000rpmに低下した。公称最高速度は280km/h。
エンジン下部には2層構造で5速MTが組み込まれている。

### シャシ
シャシは角型断面の剛管スペースフレームに、サスペンションは前後ともウィシュボーンとコイルで後輪には4本のコニ製ショックアブソーバーの組み合わせ。ブレーキは4輪ともベンチレーテッドディスク式を装備する。
ボディはピニンファリーナとスカリエッティの共同作品による流麗かつ低いスタイルで、多用されていたFRPやマグネシウムのパーツをコストダウンのためスチールやアルミニウムに置換し、365GT4BBと比較して120kg近く重くなった。
フロントスポイラーと側面にはNACAダクトが追加された。前部ボンネットフードに後部のエンジンフードはカウル式で、各々車体中央から外側に向かって側面のフェンダー部分も含めて一体で開閉する。前部ボンネット内にはごく少量の荷物が収納できた。内装はインパネやシートを本革とした豪華仕様。
この時代のフェラーリは製造時期によって細かな仕様や部品が頻繁に変更されており、各車両によって機関や装備の仕様等が微妙に違う場合もある。英国向け等として右ハンドル仕様車も存在し、米国向け仕様は5マイルバンパーやサイドマーカー等、外観の仕様も微妙に異なる。

## モータースポーツ
フェラーリはベルリネッタ・ボクサーでレース活動を行う考えは持っていなかったが、ディーラー・チームのN.A.R.T.は1975年から独自に365GT4 BBでスポーツカー・レースに参戦を開始した。軽量化や、大径タイヤ対応など車体にモディファイを施したものの、フェラーリの支援はなくエンジンはほぼ市販状態だった。このためマシンの競争力はあまり高くなかったが、1977年のルマンでは総合16位・IMSA GTクラス5位の成績を残している。

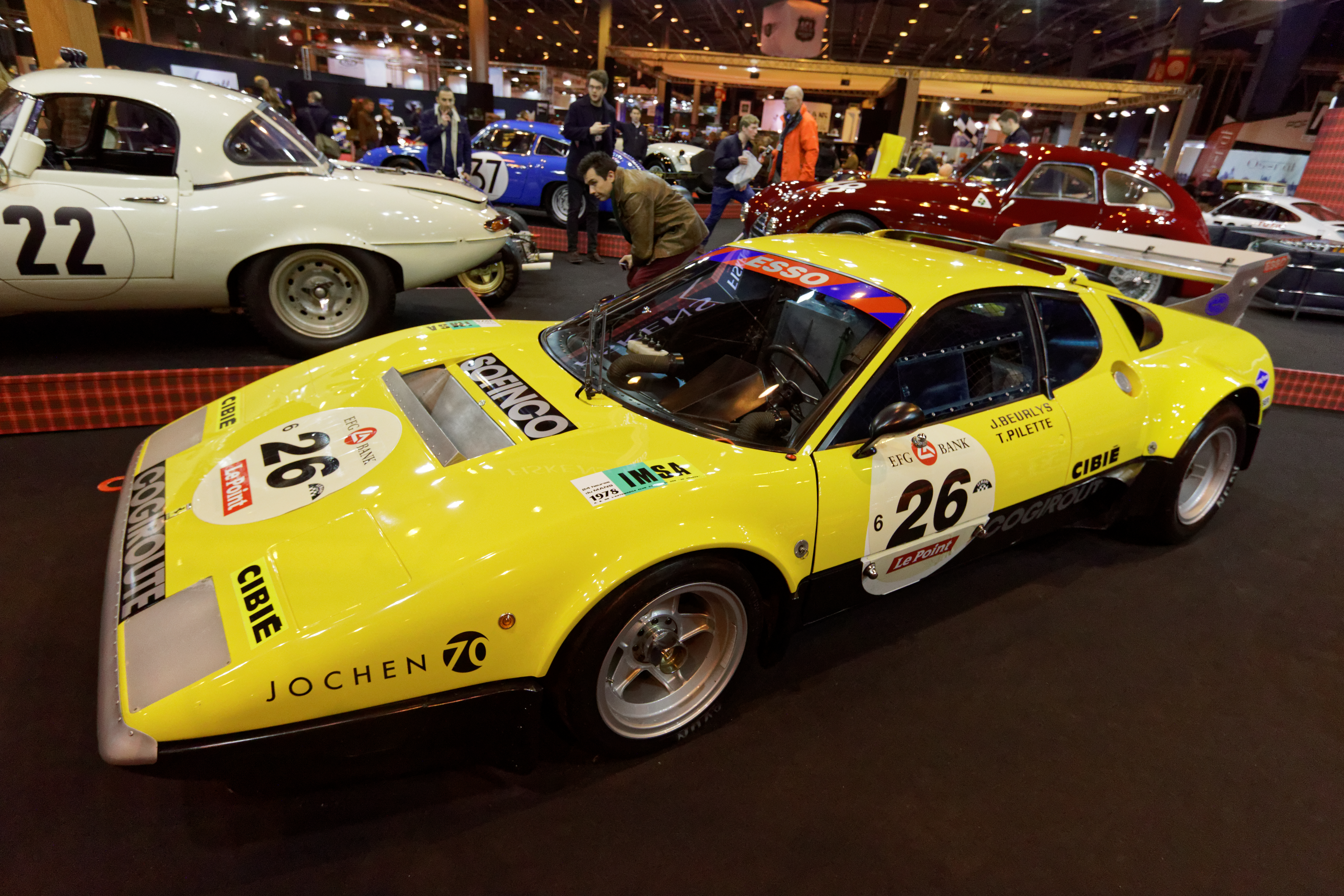
ブーリーズの1978年型512 BB

1978年、フェラーリが512 BBのコンペティション仕様を開発し、ディーラー・チームの支援を開始した。フェンダーの拡大、チンスポイラーや312T3用フロントウイングを転用したリヤウイングを装備するなどして車体性能を向上させた。エンジンもチューンナップされ460psを発生。車重は1100kgだった。このコンペティション仕様の512BBでN.A.R.T.、ポッジ＆JMSレーシング、ブーリーズがルマンに参戦したが、全車リタイアに終わった。
1979年、フェラーリは512BB LM/79を開発しディーラー・チームに供給した。ボディカウルはピニンファリーナが開発、車体長は前後に400mm延長された。ルーカス・インジェクションを装備したエンジンは480psを発生し、ギヤボックスも強化された。ホイールはフロント10インチ、リア13インチ、ブレーキはAPの4ポッドキャリパーを装備した。1979年のルマンでは、ブーリーズ（EMKA）が総合12位・IMSAクラス5位で完走。N.A.R.T.と、2台エントリーのポッジ＆JMSレーシングはリタイアに終わった。
1980年、フェラーリは512BB LM/80を開発。車体は軽量化され、ピニンファリーナによりサイドスカートの装備など空力開発が行われた。1980年のルマンでは、ポッジ＆JMSレーシングから2台、N.A.R.T.から1台の512BB LM/80がエントリーされたが、N.A.R.T.はプラクティスでのメカニカルトラブルにより出場を取りやめ、ポッジ＆JMSレーシングの2台のみの出場となった。このほかポッジ＆JMSレーシング、EMKA、スクーデリア・スーパーカー・ベランコートが512BB LM/79を出走させた。決勝ではポッジ＆JMSレーシングの512 BB/LM80、76号車が総合10位・IMSAクラス3位でゴール。512BB LM/79で出場のEMKAも23位で完走した。
1981年、フェラーリはスポーツカー・レースのグループC移行を前に512BB LMの開発を打ち切った。同年のルマンにはポッジ、N.A.R.T.、レノッド・レーシング、サイモン・フィリップスの512BB LM/80と、マシンに独自のモディファイを施したスクーデリア・スーパーカー・ベランコートのBBB512の計4台が参戦。ポッジの47号車が総合5位・IMSA GTXクラス優勝の好成績をあげ、レノッドも総合9位・IMSA GTXクラス3位に入賞した。

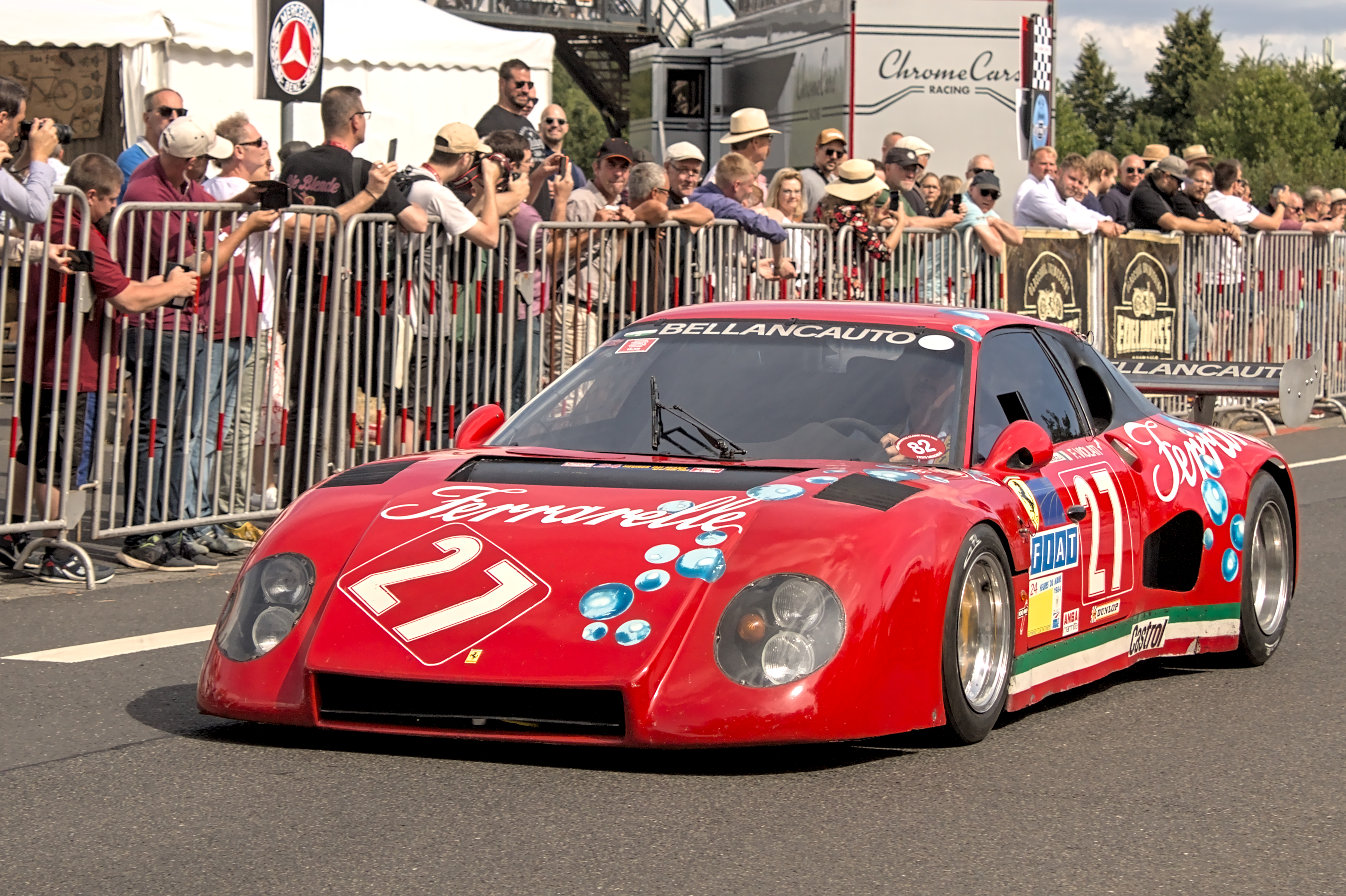
スクーデリア・スーパーカー・ベランコートのBBB512

1982年のルマンにはポッジ、N.A.R.T.、プランシング・ホース・ファーム・レーシング、Tバード・スワップショップから4台の512BB LM/80がエントリー。プランシング・ホース・ファームが総合6位・IMSA GTXクラス3位の好成績を残し、N.A.R.T.も総合9位・IMSA GTXクラス4位に入った。同年のWECジャパンにはTバード・スワップショップにより512BB LM/80が初来日を果たした。プレストン・ヘン/ボニー・ヘンの親娘による参戦で、予選16位スタートから決勝は10週目にクラッシュしてリタイアに終わった。
1983年はルマンへのエントリーはなく、1984年にスクーデリア・スーパーカー・ベランコートのBBB512がIMSA GTXクラスに出場したのが、ルマンにおける512BB LMの最後の出場となった。エンジン出力は525psに増強されていたが、予選順位は44位にとどまり、決勝も8時間目に43位走行中、ギヤボックストラブルでリタイアに終わった。